# Цепелін (Польща)
Цепелін (пол. Ciepielin) — село в Польщі, у гміні Покшивниця Пултуського повіту Мазовецького воєводства.
Населення — 66 осіб (2011).
У 1975-1998 роках село належало до Цехановського воєводства.

## Демографія
Демографічна структура станом на 31 березня 2011 року:
|          | Загалом | Допрацездатний вік | Працездатний вік | Постпрацездатний вік |
| -------- | ------- | ------------------ | ---------------- | -------------------- |
| Чоловіки | 35      | 8                  | 21               | 6                    |
| Жінки    | 31      | 4                  | 15               | 12                   |
| Разом    | 66      | 12                 | 36               | 18                   |